# Pormeistri
Pormeistri (est. Pormeistri) – jezioro w Estonii, w prowincji Võrumaa, w gminie Antsla. Położone jest na zachód od wsi Litsmetsa. Ma powierzchnię 5,9 ha, z czego 0,4 zajmują dwie wysepki, linię brzegową o długości 2004 m. Sąsiaduje z jeziorami Kaugjärv, Suur Saarjärv, Kaugjärv. Położone jest na terenie Parku Narodowego Karula. Jest najbardziej na północny wschód położonym jeziorem parku.